# Албрехт I (Саксония)
Вижте пояснителната страница за други личности с името Албрехт I.
Албрехт I Саксонски (на немски: Albrecht I von Sachsen, Albert I; * ок. 1175, † 7 октомври 1260 или 8 ноември 1261, погребан в манастир Лехнин) от фамилията Аскани, е херцог на Саксония (1212 – 1260), Ангриварии, Вестфалия и господар на Нордалбингиен, курфюрст и ерцмаршал на Свещената Римска империя и граф на Аскания.

## Живот
Той е вторият син на Бернхард III от Саксония (1180 – 1212) и Бригита от Дания, дъщеря на Кнут V от Дания. Внук е на маркграф Албрехт Мечката.
След смъртта на баща му през 1212 г. собствеността му е разделена. Албрехт I става херцог на Саксония, а по-големият му брат Хайнрих I – княз на Анхалт.
Албрехт I помага на император Ото IV в борбата му против Хоенщауфените. Император Фридрих II го изпраща през 1217 г. начело на войската на кръстоносен поход (Пети кръстоносен поход). Той завладява крепостта Дамиета на Средиземно море. През 1219 г. той показва стратегически качества в кръстоносния поход към Ливония. Тук задачата била да се попречи съюзяването на латвийците с руснаците. Заедно с Фридрих II той е многократно в Италия и през 1226 г. е избран за херцог на Албинген.
От 1217 до 1230 г. Албрехт I е регент на Маркграфство Майсен и през 1228/1229 г. пътува заедно с Фридрих II до Йерусалим. През 1231 г. става курфюрст и ерцмаршал.
След смъртта му през 1260 г. неговите синове Йохан I и Албрехт II си поделят собствеността му. Херцогство Саксония е разделено на херцогствата Саксония-Витенберг и Саксония-Лауенбург.

## Фамилия
Първи брак: 1222 г. с Агнес Австрийска (* 1206; † 29 август 1226), дъщеря на херцог Леополд VI Бабенберг. Те имат децата:
- Бернхард († сл. 1238)
- Юдит (* 1223; † пр. 2 февруари 1267)

1. ∞ 17 ноември 1239 крал Ерик от Дания (* 1216; † 1250)
2. ∞ 1250/1260 г. Бурхард VII фон Кверфурт-Розенбург

- Анна Мария († 7 януари 1245) ∞ херцог Барним I от Померания
- Бригита (Юта) († 4 април 1266), (сгодена с Ото фон Брауншвайг) ∞ пр. 1255 маркграф Йохан I фон Бранденбург
- Матилда (Мехтхилд) († 28 юли 1266) ∞ ок. 1241 граф Йохан I фон Холщайн-Кил

Втори брак: 1238 г. с Агнес от Тюрингия (* 1205; † 1246), дъщеря на ландграф Херман I фон Тюрингия. Те имат децата:
- Агнес, ∞ Хайнрих III херцог на Бреслау

- Маргарета († 1265) ∞ 1264 Хелмхолд III, граф на Шверин

Трети брак: 1247 г. с Хелена фон Брауншвайг-Люнебург (* 1231; † 6 септември 1273), дъщеря на херцог Ото I Детето. Те имат децата:
- Хелена (* 1247; † 12 юни 1309)
  1. ∞ 1266 Хайнрих I херцог на Бреслау
  2. ∞ 1275 Фридрих III бургграф на Нюрнберг
- Елизабет († пр. 2 февруари 1306)
  1. ∞ 1250 граф Йохан I фон Холщайн-Кил
  2. ∞ 1265 Конрад I граф на Брена
- Йохан I (* сл. 1248; † 30 юли 1285), херцог на Саксония-Лауенбург
  1. ∞ 1257 шведската принцеса Ингеборг (* 1247; † 1302), дъщеря на крал Ерих III „XI“ († 1250)
  2. ∞ Катарина († 1258), дъщеря на Ярл Суне от Бжäлбо и Хелена, дъщеря на крал Сверкер II
- Албрехт II (* 1250; † 25 август 1298), 1260 херцог на Саксония-Витенберг ∞ 1273 Агнес († 1322), дъщеря на римско-немския крал Рудолф I фон Хабсбург
- Рудолф († сл. 1269) ∞ Анна, дъщеря на пфалцграф Лудвиг от Бавария
- Мехтилд († 1274/1287), ∞ граф Хелмолд III фон Шверин († сл. 1297)